# Elias Saleeby
Pour les articles homonymes, voir Saleeby.
Elias Saleeby est un banquier libérien à la retraite.

## Biographie et études
Elias Saleeby a obtenu son baccalauréat en comptabilité de l'Université de Dayton dans l'Ohio, aux États-Unis. Il a ensuite obtenu son MBA, spécialisé en finance, à l'Université Xavier de Cincinnati . Plus tard, il a complété son DBA en finance et économie à l'Université d'État de Kent. Sa thèse de doctorat portait sur le rôle des banques centrales dans les pays en développement.

## Carrière professionnelle
Saleeby a travaillé comme analyste commercial au siège mondial de Xerox pendant environ deux ans avant de rejoindre brièvement la Banque mondiale. Saleeby s'est retourné au Libéria en 1973 à la demande de l'ancien président libérien William R. Tolbert Jr. et de l'ancien ministre des Finances Steve Tolbert, pour diriger la Banque libérienne pour le développement et l'investissement (en) (LBDI). La LBDI a été créée par une loi de la législature nationale en 1961 à l'initiative conjointe de grandes institutions financières internationales qui ont acheté des actions de la Banque. Son activité a débuté en 1965. En 1974, le nom a été changé pour celui de Banque libérienne pour le développement et l'investissement (LBDI). Elie Saleeby est entré dans l'histoire en devenant le plus jeune président et chef de la direction de LBDI à l'âge de 31 ans . Il est revenu à la Banque mondiale en 1980, occupant divers postes jusqu'en 1997 et se spécialisant dans les réformes du secteur financier.

## Service public
Il a occupé le poste du ministre des finances (en) de 1997 à 1999 et le poste de gouverneur exécutif de la Banque centrale du Libéria de 1999 jusqu'à sa démission en 2004.